# Mitridat V. od Iberije
Mitridat V. od Iberije (gruz. მირდატ V), iz dinastije Hosroidi, bio je kralj Iberije (Kartlija, istočna Gruzija), koji je prema srednjevjekovnim gruzijskim izvorima vladao dvanaest godina. Povjesničar Kiril Tumanov njegovu vladavinu smješta u razdoblje od 435. do 447. godine.
Bio je nasljednik kralja Arčila, i njegov jedini sin s Grkinjom Marijom. Gruzijski anali hvale Mitridata zbog njegove pobožnosti, ali ne daju mnogo detalja o njegovoj vladavini. Bio je oženjen Sagduhtom, kćeri visokog sasanidskog dužnosnika Barzaboda. S njom je imao sina, Vahtanga I. Gorgasala i dvije kćeri, Huarazanu i Miranduhtu, koje su prema tadašnjim običajima u ranoj dobi dane na odgoj obiteljima iberijskih plemića. Gruzijske kronike izvještavaju da se po vjenčanju s Mitridatom poganka Sagduht krstila, te ostala pobožna kršćanka do kraja života. Kao vjenčani dar, kralj Arčil dao je Mitridatu upravljati Samšvildeom, gdje je kasnije, po nalogu Sagduhte, podignuta katedrala, poznata kao Samšvilde Sion.
Umro je 447. godine, a naslijedio ga je maljoljetni sin Vahtang.